# Ёкохама, Рюсэй
Рюсэй Ёкохама (яп. 横浜 流星 Ёкохама Рюсэй, род. 16 сентября 1996 года) — японский актёр, модель и бывший певец. Наиболее известен по ролям Хикари Номомуры/Токкю 4 в сериале «Железнодорожный Отряд — Токкюджеры» (2014—2015), в одноимённом сезоне сериала «Super Sentai» и розововолосого Юри Кёхэя в романтической комедии «История, которую следует прочесть в день, когда впервые влюбишься» (2019). Также сыграл главные роли в телесериалах «В мире, где нет ни черного, ни белого, панда смеется» (2020), «С нами явно что-то не так» (2020) и в фильме «Вопрос в твоих глазах» (2020). Сотрудничает с японским агентством по поиску талантов Stardust Promotion.

## Биография
Рюсэй Ёкохама родился 16 сентября 1996 года в Иокогама, Канагава, Япония.

## Карьера
Когда он был шестиклассником, Рюсэй Ёкохама был обнаружен агентом по поиску талантов во время его первой поездки с семьей в модный район Токио Харадзюку. В настоящее время Ёкохама работает в компании Stardust Promotion. Бывший член мужской группы талантов Ebidan, также созданная Stardust Promotion.
Особым навыком Ёкохамы является каратэ «Кёкусинкай». В 2011 году стал чемпионом 7-го Международного юношеского турнира по каратэ среди юношей 13-14 лет в весовой категории до 55 кг (Лучший в мире).
Первое появление Ёкохамы было в рекламе «Eiko Seminar». Он служил мужской моделью журнала мод «Nikopuchi» через публичное прослушивание. Ёкохама был признан номером 1 в «Мэнмо». В том же году дебютировал в «Камэн Райдер Форзе». В 2013 году Ёкохама регулярно снимался в дораме «Реальные догонялки».
В феврале 2014 года он снялся в «Железнодорожный Отряд — Токкюджеры» в роли Хикари/Токкю 4.
В марте 2015 года Ёкохама окончил мужскую модельную школу «Никола».

## Личная жизнь
У Ёкохамы очень близкие отношения со своей матерью, которая занимается «эгосёрфинг» для него. Он также глубоко восхищается своим отцом, который скромно работает плотником. И будучи старшим братом, Рюсэй очень защищает своего младшего брата по имени Кайто, который всего на год младше его.
Хобби Ёкохамы включают смотреть в стену и слушать музыку. Его любимая группа — «amazarashi».

## Фильмография

### Фильм
| Год  | Название | Роль                    | Примечания                    | Ссылка |
| ---- | --- | ----------------------- | ----------------------------- | ------ |
| 2012 | «Игра Джокера»                                                                                               | Такэхико Хаями          |                               |        |
| 2014 | «Отряд Электрозавров — Кёрюджеры против Го-Бастеров: Великая война динозавров! Прощайте, наши вечные друзья» | Токкю 4 (Голос)         | Камео                         |        |
| 2014 | «Война Камэн Райдеров, Хэйсей против Сёва: Камэн Райдер Битва при уч. Супер Сэнтая»                          | Хикари Номомура/Токкю 4 | Главная роль                  |        |
| 2014 | «Железнодорожный Отряд — Токкюджеры. Фильм: Галактическая линия S.O.S.»                                      | Хикари Номомура/Токкю 4 | Главная роль                  |        |
| 2015 | «Железнодорожный Отряд — Токкюджеры против Кёрюджеров: Фильм»                                                | Хикари Номомура/Токкю 4 | Главная роль                  |        |
| 2015 | «Железнодорожный Отряд — Токкюджеры Уход и Возвращения: Мечты Супер Токкю 7»                                 | Хикари Номомура/Токкю 4 | Главная роль                  |        |
| 2016 | «Сюрикэнный Отряд — Нининджеры против Токкюджеров. Фильм: Ниндзя в стране чудес»                             | Хикари Номомура/Токкю 4 | Главная роль                  |        |
| 2016 | «Собеседование»                                                                                              |                         | 2 эпизод: Распространение     |        |
| 2016 | «Волчица и черный принц»                                                                                     | Такэру Хибия            |                               |        |
| 2016 | «Неразделенная любовь»                                                                                       | Ёсинари                 | 7 эпизод: Подарок Евы         |        |
| 2017 | «Чудо: Любители того дня»                                                                                    | Нави                    |                               |        |
| 2017 | «Ангел библиотеки»                                                                                           | Косукэ                  |                               |        |
| 2018 | «Сладкая» | Аюму Мисаки             |                               |        |
| 2018 | «Друг моего брата»                                                                                           | Сота Нисино             | Главная роль                  |        |
| 2018 | «Радужные дни»                                                                                               | Кейти Катакура          | Главная роль                  |        |
| 2018 | «Мы все» | Рё                      |                               |        |
| 2019 | «Песня о любви: Обещание»                                                                                    | Тору Номия              | Главная роль                  |        |
| 2019 | «Соседи по комнате»                                                                                          | Рэо Кугаяма             |                               |        |
| 2019 | «Парни из группы поддержки»                                                                                  | Харуки Бандо            | Главная роль                  |        |
| 2019 | «Потерянный ультрамарин»                                                                                     | Нанакуса                | Главная роль                  |        |
| 2020 | «Вопрос в твоих глазах»                                                                                      | Руи Синодзаки           | Главная роль                  | [ 15 ] |
| 2021 | «DIVOC-12»                                                                                                   | Безымянный, Анна        | Главная роль; фильм антология | [ 16 ] |
| 2021 | «Твой ход: Фильм»                                                                                            | Синобу Никаидо          |                               | [ 17 ] |
| 2022 | «Пожиратель лжи»                                                                                             | Баку Мадарамэ           | Главная роль                  | [ 18 ] |
| 2022 | «Блуждающая луна»                                                                                            | Рё Накасэ               |                               | [ 19 ] |
| 2022 | «Акира и Акира»                                                                                              | Акира Каидо             | Главная роль                  | [ 20 ] |
| 2022 | «Линии, которые отражают меня»                                                                               | Сосукэ Аояма            | Главная роль                  | [ 21 ] |
| 2023 | «Деревня» | Ю Катаяма               | Главная роль                  | [ 22 ] |
| 2023 | «Последнее цветение»                                                                                         | Сёго Куроки             | Главная роль                  | [ 23 ] |
| 2024 | «Парад» | Сёри                    |                               | [ 24 ] |
| 2024 | «Зеркальные фильмы Сезон 5»                                                                                  | Мими                    | Главная роль                  |        |
| 2024 | «Мими» | Мими                    | Главная роль                  |        |
| 2024 | «Истинное лицо»                                                                                              | Кабураги                | Главная роль                  | [ 25 ] |
| 2025 | «Сокровище нации»                                                                                            | Сюнсукэ Огаки           |                               | [ 26 ] |

### Телесериалы
| Год        | Название                                                            | Роль                    | Телеканал          | Примечания                 | Ссылка |
| ---------- | ------------------------------------------------------------------- | ----------------------- | ------------------ | -------------------------- | ------ |
| 2011- 2012 | «Камэн Райдер Форзе»                                                | Дзиро Исэки             | TV Asahi           |                            |        |
| 2013       | «Реальные догонялки»                                                | Хироси Сато             | TBS                |                            |        |
| 2014- 2015 | «Железнодорожный Отряд — Токкюджеры»                                | Хикари Номомура/Токкю 4 | TV Asahi           | Главная роль               |        |
| 2016       | «Предпочитающий толстых»                                            | Гэтто Ёсидзава          | NTV                |                            |        |
| 2016       | «Детектив-айдол»                                                    | Сёкити "Сё" Сакай       | TV Tokyo           | Главная роль               |        |
| 2017       | «Клуб Кайдзю»                                                       | Кацуо                   | MBS                |                            |        |
| 2018       | «Белый и желтый»                                                    | Рёсукэ Мицуяма          | Amazon Prime Video |                            |        |
| 2018       | «Я купила парня с долгами»                                          | Дзюн Сэцуна             | dTV, FOD           |                            |        |
| 2018       | «Друг моего брата»                                                  | Сота Нисино             | TBS, MBS           | Главная роль               |        |
| 2019       | «История, которую следует прочесть в день, когда впервые влюбишься» | Кёхэй Юри               | TBS                |                            |        |
| 2019       | «Твой ход»                                                          | Синобу Никаидо          | NTV                |                            |        |
| 2019       | «4 минуты бархатцев»                                                | Ай Ханамаки             | TBS                |                            |        |
| 2020       | «В мире, где нет ни черного, ни белого, панда смеется»              | Наоки Морисима          | NTV                | Главная роль               | [ 27 ] |
| 2020       | «С нами явно что-то не так»                                         | Цубаки Такацуки         | NTV                | Главная роль               | [ 28 ] |
| 2021       | «Есть причина наряжаться»                                           | Сюн Фудзино             | TBS                |                            | [ 29 ] |
| 2022       | «Журналист»                                                         | Рё Киносита             | Netflix            |                            | [ 30 ] |
| 2022       | «Подводный отдел по борьбе с преступностью»                         | Харуки Сэно             | TBS                |                            | [ 31 ] |
| 2022       | «Престарелый новичок»                                               | Тосия Ядзаки            | TBS                | 1 и 10 эпизоды             |        |
| 2023       | «Информатор»                                                        | Аиносукэ Кавамура       | KTV                |                            | [ 32 ] |
| 2024       | «Я знаю, но... Проявления любви»                                    | Рэн Косака              | AbemaTV            |                            |        |
| 2025       | «Несвязанный»                                                       | Цутая Дзюдзабуро        | NHK                | Главная роль; Тайга дорама | [ 33 ] |

### Сценические выступления
| Год  | Название                                                     | Роль                          | Примечания   | Ссылка |
| ---- | ------------------------------------------------------------ | ----------------------------- | ------------ | ------ |
| 2013 | «Moonlight Rambler»                                          | Леонардо                      |              | [ 34 ] |
| 2013 | «Clock Zero: Final 1-second- A live Moment»                  | Мятежный человек              |              | [ 35 ] |
| 2015 | «Samurai Shiroitora -Mononofu Shirokitora-»                  | Эдзиро Ито                    | Главная роль | [ 36 ] |
| 2015 | «Super Danganronpa 2: Goodbye Academy of Despair: The Stage» | Хадзимэ Хината/Изуру Камукура | Главная роль | [ 37 ] |
| 2016 | «Dark Hunter»                                                | Кёсукэ Гарью                  |              | [ 38 ] |
| 2017 | «Biohazard the Experience»                                   | Карасава                      | Главная роль | [ 39 ] |
| 2017 | «A Moment to Remember (Reading drama)»                       | Косукэ                        | Главная роль | [ 40 ] |

## Награды
| Год  | Премия                                       | Категория                    | Номинируемая работа                                                               | Ссылка |
| ---- | -------------------------------------------- | ---------------------------- | --------------------------------------------------------------------------------- | ------ |
| 2019 | 12-я Tokyo Drama Awards                      | Лучший актёр второго плана   | «История, которую следует прочесть в день, когда впервые влюбишься»               | [ 41 ] |
| 2019 | 100-я The Television Drama Academy Awards    | Лучший актёр второго плана   | «История, которую следует прочесть в день, когда впервые влюбишься»               | [ 42 ] |
| 2019 | TVstation Drama Award 2019                   | Лучший актёр второго плана   | «История, которую следует прочесть в день, когда впервые влюбишься»               | [ 43 ] |
| 2019 | 29-я TV LIFE Drama Award 2019                | Новичок года                 | «История, которую следует прочесть в день, когда впервые влюбишься»               | [ 44 ] |
| 2019 | Nikkei Trendy - Person of the year 2019      |                              |                                                                                   | [ 45 ] |
| 2019 | GQ JAPAN - Men of the Year 2019              | Актёр года нового поколения  |                                                                                   | [ 46 ] |
| 2019 | 32-я DIME Trend Award                        | Награда за лучшего персонажа |                                                                                   | [ 47 ] |
| 2019 | Yahoo! Search Award 2019                     | Гран-при/Актёр Гран-при      |                                                                                   | [ 48 ] |
| 2020 | 43-я Премия Японской киноакадемии            | Новичок года                 | «Песня о любви: Обещание», «Парни из группы поддержки» и «Потерянный ультрамарин» | [ 49 ] |
| 2020 | 44-я Elan d'or Awards                        | Новичок года                 | Самому себе                                                                       | [ 50 ] |
| 2020 | Сеульская международная драматическая премия | Приз азиатской звезды        | «Твой ход»                                                                        | [ 51 ] |
| 2020 | ELLE Cinema Award 2020                       | Мужская премия ELLE          | «Вопрос в твоих глазах»                                                           | [ 52 ] |
| 2020 | Line News Awards 2020                        | Тематическое лицо - Актёр    |                                                                                   | [ 53 ] |
| 2022 | 47-я Hochi Film Awards                       | Лучший актёр второго плана   | «Блуждающая луна»                                                                 | [ 54 ] |
| 2023 | 48-я Hochi Film Awards                       | Лучший актёр                 | «Деревня» и «Опадают весной»                                                      | [ 55 ] |
| 2024 | 49-я Hochi Film Awards                       | Лучший актёр                 | «Истинное лицо»                                                                   | [ 56 ] |